# Svatá Voršila

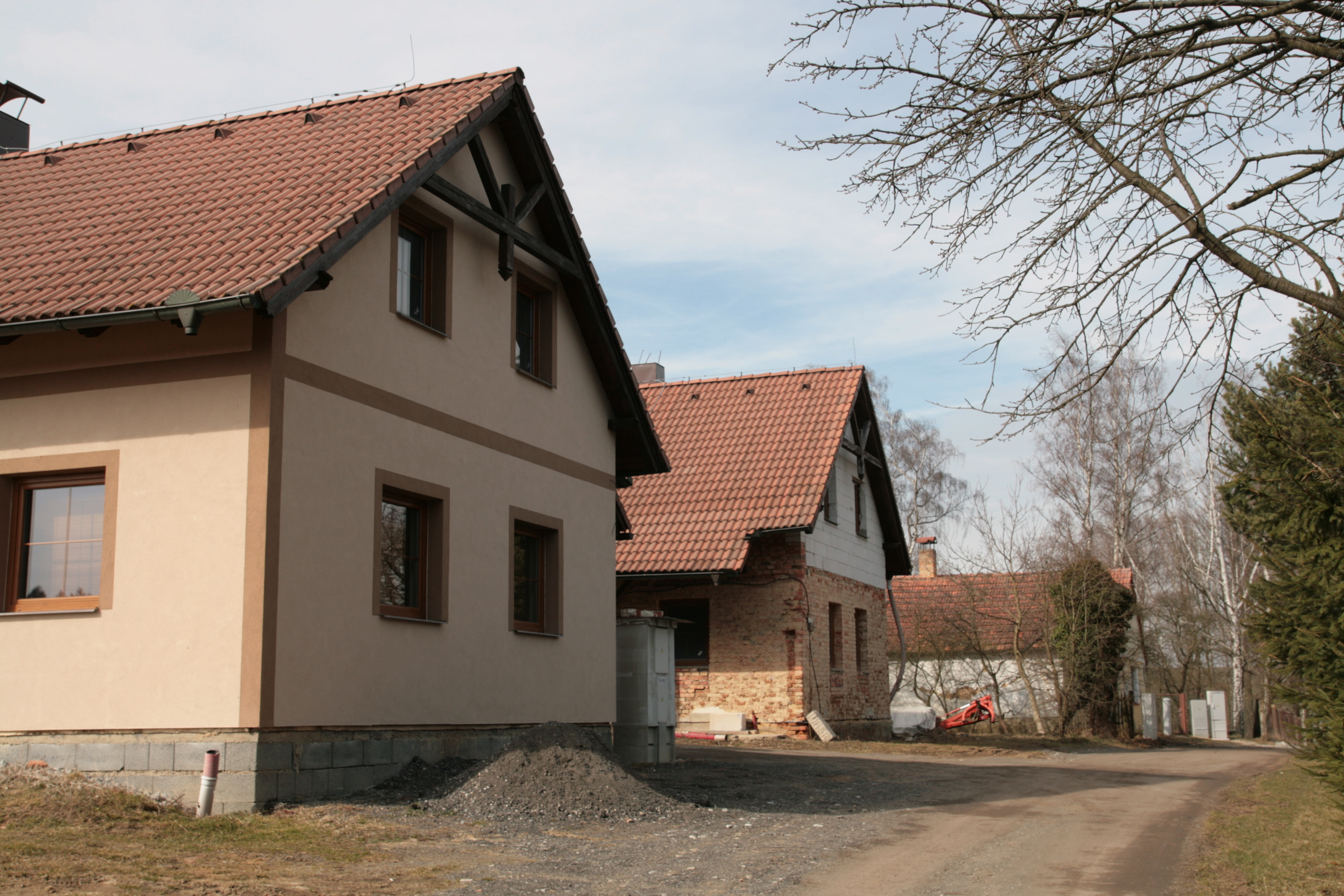
Gehöfte Nr. 89 und 90

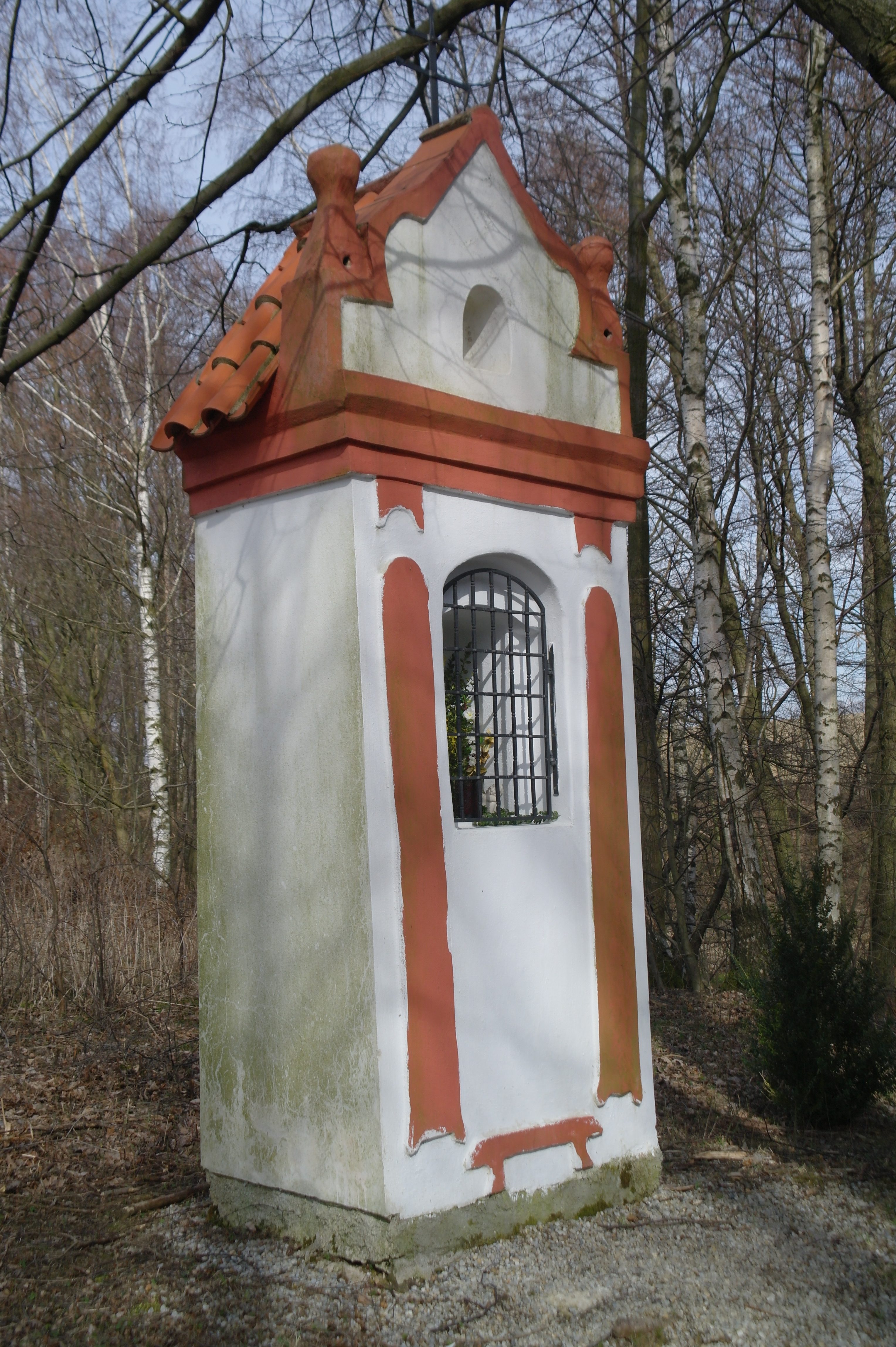
Nischenkapelle der hl. Ursula

Svatá Voršila (deutsch St. Ursula) ist ein Wohnplatz der Minderstadt Ledenice (Ledenitz) in  Tschechien. Er liegt fünf Kilometer westlich von Ledenice und gehört zum Okres České Budějovice.

## Geographie
Der Weiler Svatá Voršila befindet sich rechtsseitig eines kleinen Baches im Süden der Lischauer Schwelle (Lišovský práh). Nordöstlich erhebt sich der Na Panských (544 m n.m.), im Südwesten der Chlumek (536 m n.m.), westlich der Hůrecký kopec (543 m n.m.) und im Nordwesten der Srubecký kopec (Silberberg; 523 m n.m.). Gegen Süden verläuft die Bahnstrecke České Velenice–České Budějovice. 
Nachbarorte sind U Šoupných und Třebotovice (Trebotowitz) im Norden, Kaliště (Kalischt), Zaliny (Salin) und U Votavů im Nordosten, Zborov (Sborow) im Osten, Mysletín (Misletin), Vojdlesák, U Pilaře und Klukov im Südosten, Nová Ves (Neudorf) und Hůrka (Hurka) im Südwesten, Doubravice (Daubrawitz) im Westen sowie Na Štětkách (Stietka) und Srubec (Strups) im Nordwesten. 

## Geschichte
Nachdem um 1685 im Tal westlich von Zborow eine Mineralquelle entdeckt worden war, der von der Bevölkerung Heilkräfte gegen Kinderkrankheiten nachgesagt wurden, ließ der Besitzer des Gutes Zborow, Jiří Ladislav Kořenský von Terešov, dort ein Gasthaus für die Pilger, ein kleines Badehaus und eine der Schutzheiligen der kranken Kinder Ursula von Köln geweihte Kapelle errichten. Wegen der zunehmenden Zahl der Pilger wurde die Kapelle bald zu einer kleinen Kirche erweitert. Der neue Wallfahrtsort löste jedoch auch Proteste von kirchlichen Würdenträgern und Besitzern umliegender Dörfer aus. Nachdem die Vormünder der minderjährigen Nachkommen des Karl Rudolf Kořenský von Terešov das Gut Zborow und Baumgarten 1709 an den Besitzer der Herrschaft Wittingau, Adam Franz Fürst zu Schwarzenberg, verkauft hatten, endete die kurze Blüte des Wallfahrts- und Badeortes St. Ursula. Nach 1721 ließ Adam Franz zu Schwarzenberg die Wallfahrten nach St. Ursula einstellen und das Bad aufheben. Die Kirche der hl. Ursula wurde dem Verfall überlassen und verschwand ebenso wie das Bad. Erhalten blieb nur die kleine Ansiedlung über dem ehemaligen Wallfahrtsort. Im Jahre 1788 wurde St. Ursula als ein Zborow zugerechneter Wohnplatz betrachtet. Die St.-Ursula-Kapelle existierte nicht mehr.
Im Jahre 1840 bestand das im Budweiser Kreis gelegene Dörfchen Sct. Ursula aus sechs Häusern mit 47 tschechischsprachigen Einwohnern. Nach Sct. Ursula war das einschichtige Zborower Jägerhaus konskribiert. Pfarrort war Ledenitz. Bis zur Mitte des 19. Jahrhunderts blieb Sct. Ursula der Fideikommissherrschaft Wittingau untertänig.
Nach der Aufhebung der Patrimonialherrschaften bildete Svatá Voršila / St. Ursula ab 1850 einen  Ortsteil der Gemeinde Zborov / Zborow im Gerichtsbezirk Budweis. 1868 wurde Svatá Voršila dem Bezirk Budweis zugeordnet. Im Jahre 1869 bestand Svatá Voršila aus sechs Häusern und hatte 29 Einwohner. Im Jahre 1900 hatte Svatá Voršila 30 Einwohner, 1910 waren es 26. 
Nach dem Ersten Weltkrieg zerfiel der Vielvölkerstaat Österreich-Ungarn, Svatá Voršila wurde 1918 Teil der neu gebildeten Tschechoslowakischen Republik. Beim Zensus von 1921 lebten in den fünf Häusern des Weilers 21 Personen. 1930 waren es in fünf Häusern 20 Personen. Nach dem Münchner Abkommen verblieb Svatá Voršila / St. Ursula im Oktober 1938 bei der Tschechoslowakei; zwischen 1939 und 1945 gehörte das Dorf zum Protektorat Böhmen und Mähren. Nach dem Ende des Zweiten Weltkrieges kam Svatá Voršila zur wiedererrichteten Tschechoslowakei zurück. 1949 wurde das Dorf Teil des neu gebildeten Okres České Budějovice-okolí. 1950 bestand Svatá Voršila aus fünf Häusern und hatte 17 Einwohner. Im Zuge der Gebietsreform von 1960 wurde Svatá Voršila dem Okres České Budějovice zugeordnet. Im Jahre 1970 lebten in den drei Häusern von Svatá Voršila neun Personen. Seit 1976 gehört Svatá Voršila zur Gemeinde Ledenice. Zum 1. Januar 1980 verlor Svatá Voršila den Status eines Ortsteils von Ledenice. Heute besteht der Weiler aus vier Anwesen.

## Ortsgliederung
Svatá Voršila gehört zum Ortsteil Zborov und ist auch Teil des gleichnamigen Katastralbezirks. 

## Sehenswürdigkeiten
- Nischenkapelle der hl. Ursula, im Wäldchen nördlich des Ortes
- Ursulaquelle, gegenüber der Kapelle